# Veronicastrum latifolium
Veronicastrum latifolium är en grobladsväxtart som först beskrevs av William Botting Hemsley, och fick sitt nu gällande namn av Yamazaki. Veronicastrum latifolium ingår i släktet kransveronikor, och familjen grobladsväxter. Inga underarter finns listade i Catalogue of Life.